# MozTW

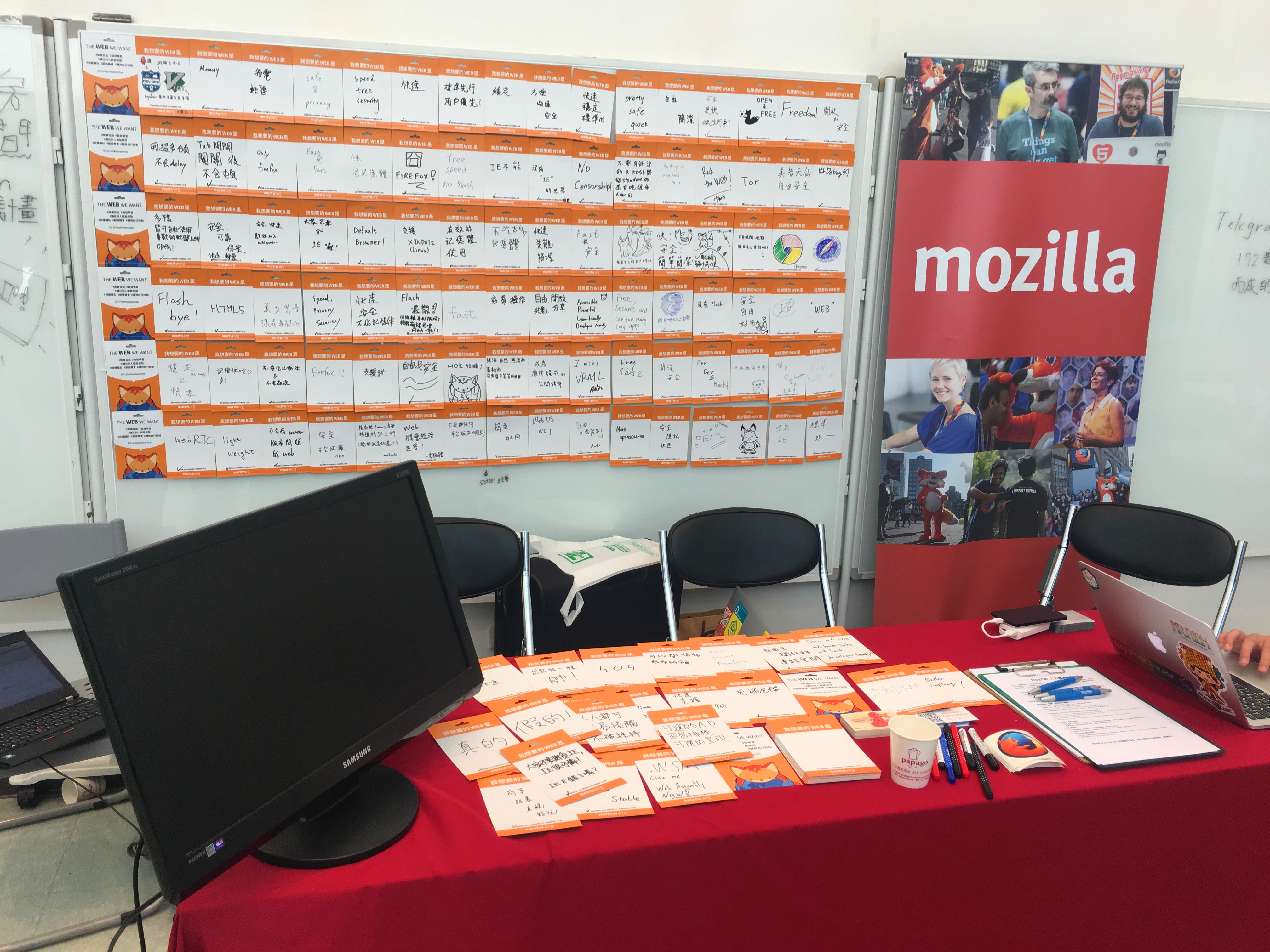
MozTW在COSCUP 2016的摊位

MozTW（全称：Mozilla Taiwan Community、Mozilla台灣社群）是台灣Mozilla愛好者的實體社群，成立於2004年9月1日。該社群設有網站提供Mozilla相关软件下载、软件说明、社群討論區、社群共筆系統等服务，并负责維護Mozilla大部分軟體的正體中文版本與語言套件的本地化。

## 緣起與發展
當時就讀國立臺灣大學資訊工程系的林弘德（piaip）擔任Mozilla計畫的正體中文在地化負責人，並開始於個人網站上發佈測試檔案。隨後piaip製作了「Mozilla Localization: Traditional Chinese」網站，並於2000年成立了「Mozilla@Taiwan」討論區，原先的測試網站衍生為Mozilla相關產品正體中文版及資訊收集地，並且開始有了固定的社群。
2004年，為了讓更多人參與專案，piaip將Mozilla正體中文站自個人網站獨立而成為moztw.org，並將此站轉移到中央研究院的主機下，同年，趙柏強（BobChao）擔任社群聯繫與行政等等庶務工作，社群行政、新聞聯繫、在地化開發、文件和討論區等項目，開始各有獨立負責人運作。同年11月，為慶祝Firefox 1.0版本釋出，首度發起「放火行動」，由社群主辦，與中華民國軟體自由協會、自由軟體鑄造場、校園自由軟體應用諮詢中心等單位協辦，於台大、淡江、中山、高應大等校園中推廣更多人使用火狐瀏覽器。
2006年，隨著piaip退休，Mozilla的在地化工作由孫偉倫（Josesun）接下，2008年中完成第二次交接，由簡冠庭（timdream）與賴韋辰（lRabbit）分別負責Firefox和Thunderbird的專案在地化工作。2010年5月，陳品光（petercpg）接手在地化專案經理一職，統籌處理Firefox與Thunderbird及其他相關專案的在地化事宜。2012年，BobChao與timdream加入美商謀智台灣分公司，由陳心一（Irvin）接手成為社群聯繫人，處理MozTW社群的相關聯繫與行政庶務工作。

## 主要活動

### Mozilla專案推廣
MozTW社群主要活動範圍涵蓋Mozilla專案中的許多部分，包括文件編寫、軟體在地化、行銷推廣等。其中軟體在地化部分除Mozilla推出之軟體如Firefox、Thunderbird外，也涵蓋其他諸如Seamonkey、Nvu、Netscape等由Mozilla專案衍生而出，但非Mozilla所發行的軟體。軟體在地化依靠社群討論而更貼近台灣的使用者需求，例如社群曾經討論將繁體中文版Firefox預設新聞來源從Yahoo新聞改為公視，以避免新聞重複的問題。

### 與其他開源專案合作
MozTW過去亦曾跳脫Mozilla相關事務，協助辦理有關於創用CC、自由軟體介紹等推廣活動，也曾與其他社群如Ubuntu-TW、Fedora共同舉辦新版慶祝活動。同時，社群成員亦有多人參與國內由志工舉辦的各大研討會如開源人年會、OSDC等，擔任工作人員或講者。

### 社群實體聚會
2011年4月前，每逢火狐瀏覽器改版，MozTW社群都會舉辦實體Firefox Party慶祝，但隨著火狐瀏覽器改版越來越頻繁，已經不再每次改版都舉辦派對。目前MozTW社群成員通常定期每週會舉辦之MozTW Lab聚會，亦不定期舉辦小型分享聚會MozTW摩茲連續聚。由於社群的作用在於推廣網路開放的精神，社群參與者的背景十分多元，不只是工程師，也有從高中職到大學的學生、甚至現役軍人參與實體聚會。2014年6月起，受到Mozilla基金會的補助，台北成立了摩茲工寮（Mozilla Community Space Taipei）提供開源社群的夥伴在此舉辦活動。